# Costas Loop

Costas Loop zur Demodulation von BPSK-Signalen

Ein Costas Loop (Deutsch: Costas-Schleife) ist in der digitalen Nachrichtentechnik eine Möglichkeit zur Demodulation von binär phasenmodulierten (BPSK) Signalen. Eine erweiterte Form dieser Schleife kann auch zur Demodulation von quadraturmodulierten (QPSK) Signalen Verwendung finden. Der Costas Loop wurde 1956 von John P. Costas als besondere Variante des Phase-Locked Loops entwickelt.
Bei der Übertragung von phasenmodulierten digitalen Signalen, wie sie beispielsweise im digitalen Mobilfunk Verwendung finden, muss der Empfänger zur Gewinnung des gesendeten Bitdatenstromes die korrekte Phasenlage rekonstruieren können. Der dazu in Empfängern eingesetzte Costas Loop besteht als Kernkomponenten aus einem spannungsgesteuerten Oszillator (VCO, VCXO), einem Schleifenfilter {\displaystyle h(t)}, mehreren Multiplizierern und zwei Tiefpassfiltern. Bei korrekt eingestellter Phasenlage des VCO ist das Steuersignal über das Schleifenfilter 0. Kommt es zu einer Taktabweichung, wird diese durch die Regelschleife nachgeregelt. Am Ausgang der Costas Loop ist bei korrekt eingestellter Phasenlage direkt der gesendete Bitdatenstrom abzugreifen.
Der Vorteil des Costas Loop zur digitalen Demodulation von QPSK-Signalen liegt im Gegensatz zur Demodulation mittels Phasenregelschleife (PLL) darin, dass das Phasenrauschen geringer ist und er bei ungünstiger Phasenlage schneller einrastet. Außerdem kann damit das Einrasten (engl. lock) auf falsche Trägerfrequenzen stärker verhindert werden.